# Городня (приток Оки)
Городня (устар. Огородня) — река в Рязанской области России, протекает по Старожиловскому, Спасскому и Рязанскому районам. Правый приток Оки (бассейн Волги). Длина реки — 17 км. Площадь водосборного бассейна — 55,6 км².

## География
Река Городня начинается между сёлами Клетки и Назарьевская Слобода на высоте 142 м над уровнем моря где на ней образован пруд. Течёт на северо-восток. На реке находятся населённые пункты Ивашково, Шелудино 2 и Наумово. Через реку построено несколько автомобильных и железнодорожных переходов, в том числе на федеральной автодороге М5 «Урал». Устье реки находится между сёлами Дудкино и Гавердово на высоте 89,6 м над уровнем моря, в 656 км по правому берегу Оки.
У Городни несколько небольших притоков. На карте Менде 1850 года подписана, как «Огородня»
По данным государственного водного реестра России относится к Окскому бассейновому округу, водохозяйственный участок реки — Ока.
Код водного объекта — 09010102212110000025034.